# Герб Перемишлян
Герб Перемишлян — офіційний символ міста Перемишляни, затверджений у 1997 році рішенням сесії міської ради.
Автор герба — А. Гречило.

## Опис
У синьому полі золотий вулик, навколо якого — 12 золотих бджіл. Щит обрамований декоративним картушем i увінчаний срібною міською короною із трьома мерлонами.